# بلوز شانگهای
بلوز شانگهای (به انگلیسی: Shanghai Blues) یک فیلم هنگ کنگی کمدی و عاشقانه محصول سال ۱۹۸۴ به کارگردانی تسوی هارک است. کنی بی، سیلویا چانگ و سالی یه در این فیلم نقش‌آفرینی داشتند. موسیقی فیلم توسط جیمز وانگ ساخته شده‌است. این فیلم به عنوان یکی از ۱۰ فیلم برتر چین در سال ۱۹۸۴ در جشنواره فیلم هنگ کنگ انتخاب شده‌است.